# Битка на Зеленгори
Битка на Зеленгори је последња битка између партизанског и четничког покрета вођена 12. и 13. маја 1945. У покушају четничких снага (ЈВуО) да се из Босне, преко Зеленгоре, Дрине, Санџака пребаци у Србију, снаге НОВЈ су тај план осујетиле на тај начин што су направили „тампон зону“ у подручју око реке Босне-Калиновика-Мотајице и Травника. Намера је била да се у том подручју сабију и потпуно униште преостале четничке снаге и онемогуће да се домогну Србије.

## Ситуација на терену
Главнина четничких снага се након поделе налазила у околини Модриче почетком марта 1945. године. Михаиловић је добијао депеше од лажног мајора Ћосића, које су га уверавале да је стање у Србији повољно за четнике и да народ чека пролеће и Михаиловићев повратак да подигне устанак против партизана. Иза мајора Ћосића је у ствари стојала ОЗНА, чији је циљ био да спречи Михаиловића да побегне из земље. Заваран порукама од ОЗНЕ, Михаиловић није био чврсто решен да оде у Словенију и придружи се Димитрију Љотићу и Момчилу Ђујићу, чије су формације (Српски добровољачки корпус и Динарска дивизија) већ биле тамо. Због тога је међу четницима дошло до раскола. Један део на челу са Павлом Ђуришићем, Драгишом Васићем и осталима је кренуо у правцу Словеније, док се други део са Дражом Михаиловићем, Николом Калабићем и осталим планирали покрет према Србији. Након краћег задржавања на Вучијаку, главнина четничких снага је 13. априла кренула према реци Босни. Уместо да крену према доњем току реке Дрине, где је у то доба године због набујалих вода било немогуће прећи реку без посебне опреме, кренули су западним путем уздуж десне обале Саве, све док се нису приближили ушћу Врбаса у Саву. Овај пут је требало да наведе јединице Југославенске армије на помисао да су четници кренули према Словенији. Око 15. априла, Михаиловићева група дошла је на подручје Босански Брод-Дервента. Затим је група нагло скренула на југ и југоисточно кроз планине, све до тачке која се налази нешто источније од Коњица на Неретви, а затим на југоисток у смеру Калиновика и Зеленгоре и даље на исток, опет према Дрини, до тачке близу Брода, гдје је било могуће пријећи реку без потешкоћа. Водећи борбе са ХОС, да би већ 19. априла дошла у рејон Фојнице.
На другој страни снаге Југословенске армије, које су ослобађале градове у Босни, одвојили су неколико дивизија, којима су биле придодате и бригаде КНОЈ-а ради чишћења терена од четника.
Прво груписање снага Југословенска армија је почела око 27. априла, са намером да направи обруч око преосталих четничких снага.
Јачи напади корпуса и дивизија Југословенске армије почели су 3. маја 1945. на средњу четничку колону где се налазио и врховни Штаб са Дражом Михаиловићем. У већим сукобима, заробљен је командант пожешког одреда, мајор Милош Марковић. Најтеже борбе су почеле 10. маја, нападом снага ЈА на све четничке колоне. У периоду од 10-13. маја развиле су се најжешће борбе у читавој бици на Зеленгори.

## Бројност снага
На конференцији војних старешина остатка четничких јединица у Модричи 10. марта 1945. била је наређена преформација.
Дотадашњи корпуси су претворени у бригаде.
Извршено је ново груписање и тако су формирани следеће јединице:
- Група потпуковника Драгутина Кесеровића (делови Тимочког и Пожешког корпуса)
- Група потпуковника Драгослава Рачића (делови Мајевичког и Церског корпуса)
- Група мајора Николе Калабића (делови Пожешког, Посавинског и Требавске бригаде)
- Авалски корпус, под командом потпуковника Свете Трифковића
- Група командоса, под командом пуковника Драгослава Павловића
- Ђачка група, под командом потпуковника Миодрага Палошевића
- Врховна команда

По замисли Врховне Команде требало је да четничке јединице преко Зеленгоре избију на реку Дрину, па затим даље кроз Санџак у Србију.
Покрет са Вучјака је почео 13. априла 1945.
Да би се обезбедио што сигурнији маневар, наређено је да се образују три колоне:
- Десна колона, под командом потпуковника Кесеровића (његова група, Авалски корпус и група капетана Нешка Недића.
- Средња колона, под командом мајора Николе Калабића (централна болница)
- Лева колона, под командом потпуковника Драгослава Рачића.

Михаиловић је 7. маја под командом имао између 5.000 и 6.000 бораца, међу којима неколико стотина босанских четника. Међутим, на Зеленгору и Сутјеску 12-13. маја пристигло је између 3.000 и 4.000 четника будући да се око једне трећине снага, под командом Драгослава Рачића, 10-11. маја одвојило и запутило према Јахорини и Рогатици.
На супрот четничким снагама, снаге ЈА су биле далеко надмоћније, са модерним наоружањима, авијацијом и добром извиђачком службом.
Прве знаке општег напада на остатак четничких снага, ЈА је предузела почетком марта. Након формирања Генералштаба Југословенске Армије, наређено је да јединице 3. корпуса, које врше ослобађање градова Босне и Херцеговине у својим оперативним дејствима наставе да гоне четничке снаге на подручју Дрина-Вишеград-Мостар-Сутјеска и да их униште.
У одсудној бици грађанског рата учествовали су делови трећег југословенског корпуса 2. југословенске армије и делови бригада Корпуса Народне Одбране Југославије (КНОЈ).
Из састава 3. корпуса, четничким снагама на ширем простору Зеленгоре супротставиле су се:
- 38. дивизија (17. бригада, 18. бригада, 21. бригада)
- 1. босанска бригада КНОЈ-а
- 2. босанска бригада КНОЈ-а

Снаге корпуса ЈА су биле потпомогнуте и авијацијом која је пресецала четничке колоне и избацивала летке упозорења на којима је стајало:
"Рат је завршен. Предајте се!"

## Битка
Главнина четничких снага успела је да се пребаци на Зеленгору.
Снаге ЈА су увиделе да са Зеленгоре следи четнички продор ка Дрини, па је штаб 3. корпуса већ 10. маја издао наредбу да се јединице 38. дивизије распореде дуж Миљевине-Љубине-Врбнице, док су са правца Сутјеске и Никшићког поља имале дејствовати бригаде КНОЈ-а.
Југословенска 38. дивизија је заузела борбене положаје и то:
- 21. бригада (сектор Закмур-Љубина)
- 18. бригада (сектор Врбница-Замрштен)
- 17. бригада (сектор Маљевина-Јелеч-Вратило)

По доласку 18. бригаде на сектору Врбница, од заробљених четника се сазнало да се главнина десне колоне налази на косама Козе са истуреним побочицама на Замрштенском брду. План четничке главнине био је у том тренутку пробој према Сутјесци и Дрини.
Главна борба почиње око 17 часова 12. маја 1945. када је батаљон 21. бригаде напао Кесеровићеву колону око Козе.
Артиљерија са околних брда је прецизно тукла четничке положаје и кидала колону.
Четничка колона се те вечери покидала.
Најжешће борбе воде се у ноћи између 12. и 13. маја, када делови средње колоне мајора Калабића са великим губицима успевају да се пробију кроз положаје испред Трескавице, у правцу Попов мост-Ђурђевац-Тисовац.
Штаб 38. дивизије наређује да се делови 18. бригаде побрину да разбију четничке делове који су успели по ноћи да се пробију.
Батаљон 18. бригаде успева да пресече четничку колону на Замрштенском брду, да је одваја још више од главнине и да је гони.
Као помоћ стиже и 3. санџачка бригада која је обухватила растурене делове колоне са југа и потпуно је разбила у рејону Тисовице.
Да би избегли опкољавање, преостале четничке снаге врше продор према Врбичком Потоку, покушавајући да се под борбом пробију низ Зеленгору.

## Оперативна дејства 13. маја
Последњи дан битке на Зеленгори праћен је јутарњим бомбардовањем падина Зеленгоре од стране ваздухопловства ЈА и концентричним нападима из правца Врбничких колиба.
Општи напад свих јединица 38. дивизије почео је око 12 сати. Блокирајући простор око ушћа Сутјеске у Дрину код Челебића, четничке снаге су се нашле у окружењу.
Огорчена борба на живот и смрт вођена је 13. маја на Зеленгори цео дан. Артиљерија ЈА тукла је јаком ватром сам центар четничке Врховне Команде, а пешадија је посела положаје по зеленгорским шумама.
Једини излаз који су тада имали четници био је правац Дрине где снаге ЈА нису у потпуности затвориле обруч.
Међутим, убрзо је ове недостатке схватио и сам штаб 38. дивизије, па је пожурио да деловима 3. санџачке бригаде и појединим батаљонима 21. бригаде учврсте тај простор. У подне, четничка главнина више није постојала. Одлучено је да свака јединица врши пробој на месту где нађе за сходно.
Са првим мраком, почела је још жешћа артиљеријска ватра из правца Маглића. У таквом гранатирању, погинуо је генерал Мирослав Трифуновић-Дроња. Недалеко од места где се сместила Врховна Команда са радио-станицом погинуо је Војислав Михаиловић, сина Драже Михаиловића. Овај га је изнео под кишом метака и сахранио у једној шуми.
У покушају да се домогне Сутјеске, погинуо је командант Ђачке групе, потпуковник Миодраг Палошевић.
Од читаве скупине, једино су делови групе потпуковника Кесеровића успели да се пробију у правцу ушћа Сутјеске у Дрину. Тада су делови 3. санџачке и 21. бригаде послате да их униште и онемогући да пређу Дрину. Најтеже борбе у последњим тренуцима битке на Зеленгори се воде у касну ноћ 13. маја око Сутјеске. Јачи отпор снагама 38. дивизије пружао је и део одреда пуковника Душана Смиљанића, заједно са одредом потпуковника Кесеровића.
Да би се уништиле ове снаге, артиљерија је пренела ватру на ове делове, после чега је читава скупина била уништена.
Око поноћи између 13. и 14. маја престао је сваки даљи отпор четника на Зеленгори. Преостале јединице су се изделиле на тројке, петорке и десетине и одлазили у унутрашњост Босне. Преостали разбијени делови су били или убијени или похватани од стране бригада ЈА.
Међу погинулима налазила су се и неколицина високих четничких официра и велики број војника. Заробљен је и Аца Аксентијевић, члан ЦНК, код кога се налазила архива Драже Михаиловића. Сви важнији непријатељски документи и архива предати су штабу 3. корпуса Ј. А.
Поразом четничких снага на Зеленгори у мају 1945. ова организација је престала војнички да постоји. Већина преживелих војника и старешина се повукла по босанским планинама где је била прогањана од стране снага КНОЈ-а и ОЗН-е. Дража Михаиловић се повукао на простору општине Вишеград где је остао све до свог хапшења у марту 1946. Никола Калабић је успео да се домогне западне Србије. У покушају да пређе Дрину, ухваћен је потпуковник Драгутин Кесеровић, док је пуковник Душан Смиљанић погинуо на Дрини.